# Ymer
För andra betydelser, se Ymer (olika betydelser).

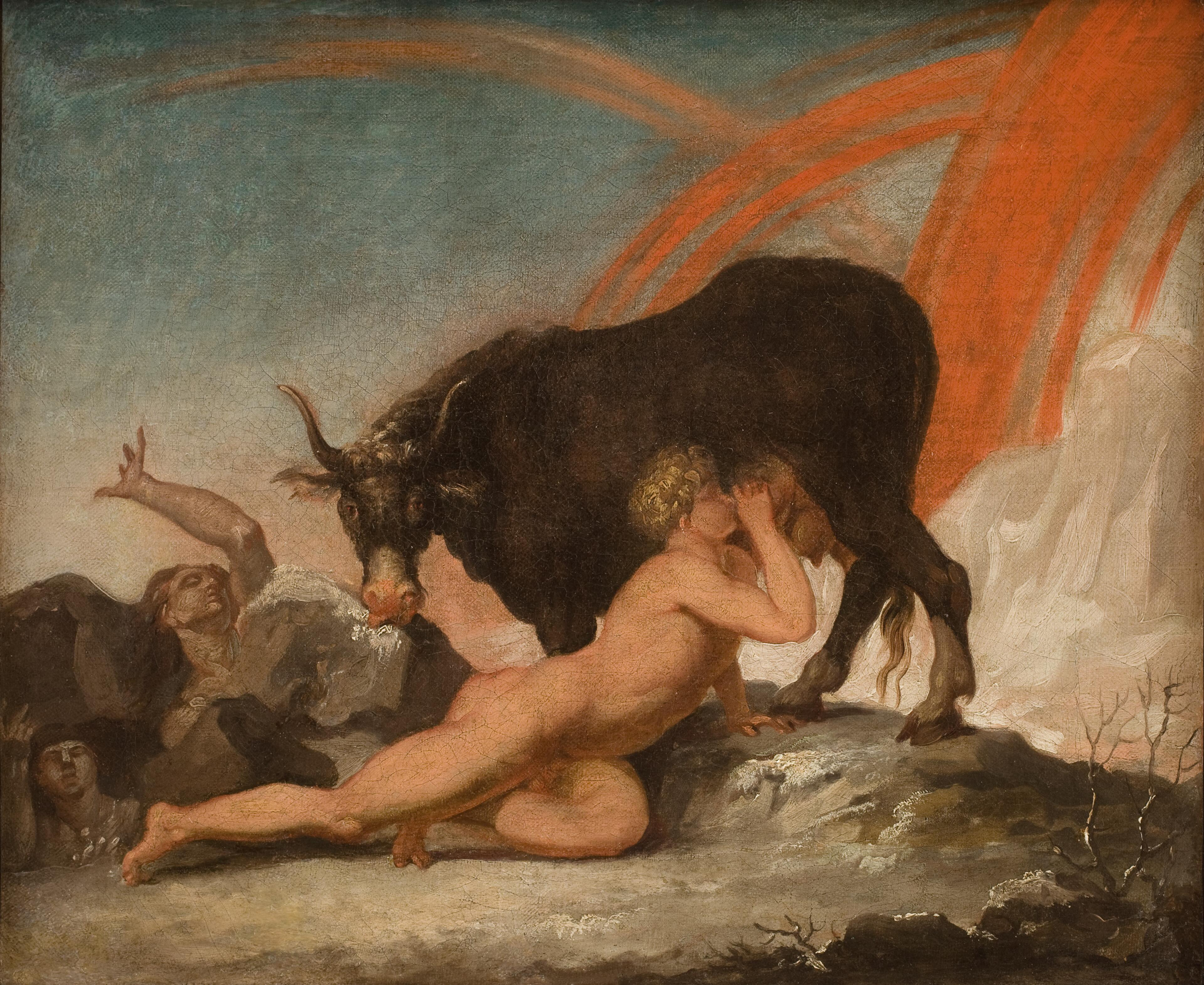
Ymer diar Audhumbla, målning av Nicolai Abildgaard cirka 1777.

Ymer (på fornnordiska Ýmir vilket betyder "tvilling" ; även Aurgelmer) var det urväsen av jättesläkt i fornnordisk mytologi från vars kropp himlen och jorden skapades. Från begynnelsen rådde kaos, men i spänningen mellan de smältande dropparna från Nifelhem och gnistorna från Muspelhem i Ginnungagap uppstod den enormt väldige och tvekönade Ymer. Ur Ymers armsvett och från hans fötter föddes frostjättarna (rimtursarna). Urkon Audhumbla gav Ymer mjölk. 
Audhumla livnärde sig på att slicka på stenar belagda med salt rimfrost, en sysselsättning som samtidigt skapade gudarnas förfader, Bure. Denne fick en son som hette Bor, som tillsammans med Bestla (en jättedotter) fick tre söner: Oden, Vile och Ve, (alternativt Oden, Höner och Lodur). Dessa dräpte Ymer och blodfödet blev så stort att de flesta frostjättarna drunknade i det, så när som på ett enda par: rimtursen Bergelme och hans husfolk. Från dessa härstammade de jättar som omtalas i myterna. De bosatte sig i Jotunheim uppe i fjällen. 
Av Ymers kropp tillverkade gudarna världen. Av hans kött bildades jordmassan, av hans blod hav och sjöar, av hans tänder och ben bildades bergen, klipporna och stenarna, av håret skogen, av skallen himlavalvet och av hjärnan molnen. Hans ögon kastades upp på himlen för att bli sol och måne.
Ymers namn tvilling har diskuterats i ett jämförande perspektiv. Det är besläktat med Yama och Yima, indiska och iranska urgudar vars namn betyder "tvilling", samt latinets gemini. Att världen har skapats ur ett dödat urväsen är ett mytmotiv som förekommer i många kulturer.